# GNOME Foundation
La GNOME Foundation (en français, « Fondation GNOME ») est une association sans but lucratif basée à Orinda, Californie, aux États-Unis, qui coordonne les efforts du projet GNOME, un environnement de bureau entièrement libre.

## Mission
La GNOME Foundation a pour mission de soutenir le projet GNOME sur les plans financier et logistique. Dans la poursuite de sa mission, la Fondation coordonne les sorties de nouvelles versions de GNOME et détermine quels projets font partie intégrante de GNOME. 
La Fondation a été mise sur pied le 15 août 2000 par Compaq, Eazel, Helix Code, IBM, Red Hat, Sun Microsystems et VA Linux Systems.
En juin 2025, la Fondation GNOME et Amazon Web Services (AWS) annoncent conjointement la migration de l'infrastructure de la Fondation vers le Cloud AWS pour s'affranchir de la gestion du matériel et faire face à la croissance du nombre de contributeurs et d'utilisateurs,.